# Список призерів Олімпійських ігор з фігурного катання
Фігурне катання було частиною Олімпійських ігор з 1908 року. Взагальному було 271 медалей (91 золотих, 90 срібних та 90 бронзових), вони присуджувались фігуристам, які представляють 29 представників країн НОК. Шість змагань були добавлені і існують донині, але одне(Спеціальні фігури (чоловіки)) була припинена після однієї Олімпіади.
Канадські фігуристи Тесса Верчу та Скотт Моїр — єдині фігуристи, які виграли п'ять олімпійських медалей (3 золотих, 2 срібних). Шведський фігурист Йілліс Графстрем (3 золота, 1 срібло) та російський фігурист Євген Плющенко (2 золота, 2 срібла) мають по чотири медалі. Сімнадцять фігуристів завоювали три медалі.
Єдиними фігуристами з трьома послідовними титулами є Графстрем в чоловічому одиночному катанні, Соня Гені (Норвегія) в одиночному жіночому катанні та Ірина Родніна (Радянський Союз) в парах. Шістнадцять фігуристів заробили два золота в рамках однієї дисципліни, а п'ять фігуристів заробили золото в двох окремих олімпійських турнірах.
Фігуристи Росії мають унікальний рекорд за отримання золотих медалей у всіх шести Олімпійських іграх з фігурного катання. Три фігуриста завоювали олімпійські медалі в декількох дисциплінах фігурного катання.

## Медалісти

### Чоловіче одиночне катання
| Games                    | Золото                                           | Срібло                              | Бронза                              |
| ------------------------ | ------------------------------------------------ | ----------------------------------- | ----------------------------------- |
| 1908 Лондон              | Ульріх Сальхов · Швеція                          | Ріхард Юганссон · Швеція            | Пер Турен · Швеція                  |
| 1912 Стокгольм           | не включений в олімпійську програму              | не включений в олімпійську програму | не включений в олімпійську програму |
| 1920 Антверпен           | Їлліс Графстрем · Швеція                         | Андреас Крог · Норвегія             | Мартін Стіксруд · Норвегія          |
| 1924 Шамоні              | Їлліс Графстрем · Швеція                         | Віллі Бекль · Австрія               | Жорж Ґаучі · Швейцарія              |
| 1928 Санкт-Моріц         | Їлліс Графстрем · Швеція                         | Віллі Бекль · Австрія               | Роберт Ван Зеброк · Бельгія         |
| 1932 Лейк-Плесід         | Карл Шефер · Австрія                             | Їлліс Графстрем · Швеція            | Монтгомері Вілсон · Канада          |
| 1936 Гарміш-Партенкірхен | Карл Шефер · Австрія                             | Ернест Баєр · Німеччина             | Фелікс Каспар · Австрія             |
| 1948 Санкт-Моріц         | Дік Баттон · США                                 | Ганс Ґершвілер · Швейцарія          | Еді Рада · Австрія                  |
| 1952 Осло                | Дік Баттон · США                                 | Гельмут Зайбт · Австрія             | Джеймс Гроган · США                 |
| 1956 Кортіна-д'Ампеццо   | Гейз Алан Дженкінс · США                         | Рональд Робертсон · США             | Девід Дженкінс · США                |
| 1960 Скво-Веллі          | Девід Дженкінс · США                             | Кароль Дівін · Чехословаччина       | Дональд Джексон · Канада            |
| 1964 Інсбрук             | Манфред Шнельдорфер · Об'єднана німецька команда | Ален Кальма · Франція               | Скотт Аллен · США                   |
| 1968 Гренобль            | Вольфганг Шварц · Австрія                        | Тім Вуд · США                       | Патрік Пера · Франція               |
| 1972 Саппоро             | Ондрей Непела · Чехословаччина                   | Саргій Четверухін · СРСР            | Патрік Пера · Франція               |
| 1976 Інсбрук             | Джон Каррі · Велика Британія                     | Володимир Ковальов · СРСР           | Толлер Кренстон · Канада            |
| 1980 Лейк-Плесід         | Робін Казінс · Велика Британія                   | Ян Гоффман · НДР                    | Чарлз Тінкер · США                  |
| 1984 Сараєво             | Скотт Гамільтон · США                            | Браян Орсер · Канада                | Йозеф Сабовчік · Чехословаччина     |
| 1988 Калгарі             | Браян Бойтано · США                              | Браян Орсер · Канада                | Вікор Петренко · СРСР               |
| 1992 Альбервіль          | Віктор Петренко · Об'єднана команда              | Пол Вайлі · США                     | Петр Барна · Чехословаччина         |
| 1994 Ліллегаммер         | Олексій Урманов · Росія                          | Елвіс Стойко · Канада               | Філіп Канделоро · Франція           |
| 1998 Наґано              | Кулик Ілля · Росія                               | Елвіс Стойко · Канада               | Філіп Канделоро · Франція           |
| 2002 Солт-Лейк-Сіті      | Олексій Ягудін · Росія                           | Євген Плющенко · Росія              | Тімоті Гебел · США                  |
| 2006 Турин               | Євген Плющенко · Росія                           | Стефан Ламб'єль · Швейцарія         | Джеффрі Баттл · Канада              |
| 2010 Ванкувер            | Еван Лайсачек · США                              | Євген Плющенко · Росія              | Такахасі Дайсуке · Японія           |
| 2014 Сочі                | Ханю Юдзуру · Японія                             | Патрік Чен · Канада                 | Денис Тен · Казахстан               |
| 2018 Пхьончхан           | Ханю Юдзуру · Японія                             | Сьома Уно · Японія                  | Хав'єр Фернандес · Іспанія          |

### Спеціальні фігури (чоловіки)

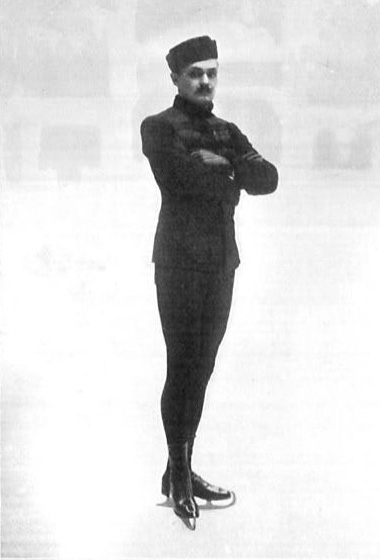
Єдиним переможцем у змаганні став російський фігурист Микола Панін, який дав своїй країні першу золоту медаль в історії.

- Нагороди в цій дисципліні були розіграні перший і останній раз в рамках Олімпійських ігор.

| Games       | Золото                                      | Срібло                          | Бронза                             |
| ----------- | ------------------------------------------- | ------------------------------- | ---------------------------------- |
| 1908 Лондон | Микола Панін-Коломенкін · Російська Імперія | Артур Каммінґ · Велика Британія | Жоффрей Голл-Сей · Велика Британія |

### Жіноче одиночне катання
| Games                    | Золото                                        | Срібло                                            | Бронза                               |
| ------------------------ | --------------------------------------------- | ------------------------------------------------- | ------------------------------------ |
| 1908 Лондон              | Медж Саєрс · Велика Британія                  | Ельза Рендшмідт · Німеччина                       | Дороті Грінго-Сміт · Велика Британія |
| 1920 Антверпен           | Магда Юлін · Швеція                           | Свеа Нурен · Швеція                               | Тереза Вельд · США                   |
| 1924 Шамоні              | Герма Планк-Сабо · Австрія                    | Беатрікс Лоґран · США                             | Етел Макелт · Велика Британія        |
| 1928 Санкт-Моріц         | Соня Гені · Норвегія                          | Фріці Бургер · Австрія                            | Беатрікс Лоґран · США                |
| 1932 Лейк-Плесід         | Соня Гені · Норвегія                          | Фріці Бургер · Австрія                            | Мерібел Вінсон · США                 |
| 1936 Гарміш-Партенкірхен | Соня Гені · Норвегія                          | Сесилія Колледж · Велика Британія                 | Віві-Анн Гюльтен · Швеція            |
| 1948 Санкт-Моріц         | Барбара Енн Скотт · Канада                    | Ева Павлік · Австрія                              | Жаннетт Альтвеґґ · Велика Британія   |
| 1952 Осло                | Жаннетт Альтвеґґ · Велика Британія            | Тенлі Олбрайт · США                               | Жаклін Дю Б'єф · Франція             |
| 1956 Кортіна-д'Ампеццо   | Тенлі Олбрайт · США                           | Керол Гейсс · США                                 | Інгрід Вендль · Австрія              |
| 1960 Скво-Веллі          | Керол Гейсс · США                             | Шаук'є Дейкстра · Нідерланди                      | Барбара Ролс · США                   |
| 1964 Інсбрук             | Шаук'є Дейкстра · Нідерланди                  | Регіне Гайтцер · Австрія                          | Петра Бурка · Канада                 |
| 1968 Гренобль            | Пеггі Флемінг · США                           | Габріель Зайферт · НДР                            | Гана Машкова · Чехословаччина        |
| 1972 Саппоро             | Беатрікс Шуба · Австрія                       | Карен Магнуссен · Канада                          | Джанет Лінн · США                    |
| 1976 Інсбрук             | Дороті Гемілл · США                           | Діанне де Леу · Нідерланди                        | Крістіна Еррат · НДР                 |
| 1980 Лейк-Плесід         | Анет Пйотч · НДР                              | Лінда Фратіянне · США                             | Дагмар Лурц · Західна Німеччина      |
| 1984 Сараєво             | Катаріна Вітт · НДР                           | Розалін Самнерс · США                             | Кіра Іванова · СРСР                  |
| 1988 Калгарі             | Катаріна Вітт · НДР                           | Елізабет Менлі · Канада                           | Дебі Томас · США                     |
| 1992 Альбервіль          | Крісті Ямагучі · США                          | Іто Мідорі · Японія                               | Ненсі Керріган · США                 |
| 1994 Ліллегаммер         | Оксана Баюл · Україна                         | Ненсі Керріган · США                              | Чень Лу · Китай                      |
| 1998 Наґано              | Тара Ліпінські · США                          | Мішель Кван · США                                 | Чень Лу · Китай                      |
| 2002 Солт-Лейк-Сіті      | Сара Г'юз · США                               | Ірина Слуцька · Росія                             | Мішель Кван · США                    |
| 2006 Турин               | Аракава Сідзука · Японія                      | Саша Коен · США                                   | Ірина Слуцька · Росія                |
| 2010 Ванкувер            | Кім Йон А · Південна Корея                    | Асада Мао · Японія                                | Жоанні Рошетт · Канада               |
| 2014 Сочі                | Аделіна Сотникова · Росія                     | Кім Йон А · Південна Корея                        | Кароліна Костнер · Італія            |
| 2018 Пхьончхан           | Аліна Загітова · Спортсмени-олімпійці з Росії | Євгенія Медведєва · Спортсмени-олімпійці з Росії  | Кейтлін Осмонд · Канада              |
| 2022 Пекін               | Анна Щербакова · Спортсмени-олімпійці з Росії | Олександра Трусова · Спортсмени-олімпійці з Росії | Каорі Сакамото · Японія              |

### Парне катання
| Ігри                     | Золото                                                                   | Срібло                                                                      | Бронза                                     |
| ------------------------ | ------------------------------------------------------------------------ | --------------------------------------------------------------------------- | ------------------------------------------ |
| 1908 Лондон              | Анна Гюблер та Гайнріх Бюргер (GER)                                      | Філліс Джонсон та Джеймс Джонсон (GBR)                                      | Медж Саєрс та Едгар Саєрс (GBR)            |
| 1912 Стокгольм           | не включалось в Олімпійську програму                                     | не включалось в Олімпійську програму                                        | не включалось в Олімпійську програму       |
| 1920 Антверпен           | Людовіка Якобссон-Ейлерс / Вальтер Якобссон (FIN)                        | Алексія Брюн та Інґвар Брюн (NOR)                                           | Філліс Джонсон та Бейзіл Вільямс (GBR)     |
| 1924 Шамоні              | Гелене Енгельманн та Альфред Бергер (AUT)                                | Людовіка Якобссон-Ейлерс та Вальтер Якобссон (FIN)                          | Андре Жолі та П'єр Брюне (FRA)             |
| 1928 Санкт-Моріц         | Андре Жолі та П'єр Брюне (FRA)                                           | Ліллі Шольц та Отто Кайзер (AUT)                                            | Мелітта Бруннер та Людвіг Вреде (AUT)      |
| 1932 Лейк-Плесід         | Андре Жолі та П'єр Брюне (FRA)                                           | Беатрікс Лоґран та Шервін Беджер (USA)                                      | Емілія Роттер та Ласло Соллаш (HUN)        |
| 1936 Гарміш-Партенкірхен | Максі Гербер та Ернст Баєр (GER)                                         | Ільзе Паузін та Ерік Паузін (AUT)                                           | Емілія Роттер та Ласло Соллаш (HUN)        |
| 1948 Санкт-Моріц         | Мішлін Лауннуа та П'єр Боньє (BEL)                                       | Андреа Кекешши та Еде Кірай (HUN)                                           | Сьюзен Морроу та Воллес Дістельмеєр (CAN)  |
| 1952 Осло                | Ріа Фальк та Пауль Фальк (GER)                                           | Керол Кеннеді та Пітер Кеннеді (USA)                                        | Маріанна Надь та Ласло Надь (HUN)          |
| 1956 Кортіна-д'Ампеццо   | Сіссі Шварц та Курт Оппельт (AUT)                                        | Франсіс Дафо та Норріс Бауден (CAN)                                         | Маріанна Надь та Ласло Надь (HUN)          |
| 1960 Скво-Веллі          | Барбара Вагнер та Роберт Пол (CAN)                                       | Маріка Куліус та Ганс-Юрген Боймлер (EUA)                                   | Ненсі Ладинґтон та Рональд Ладинґтон (USA) |
| 1964 Інсбрук             | Людмила Білоусова, Олег Протопопов (URS)                                 | Маріка Куліус та Ганс-Юрген Боймлер (EUA) Деббі Вілкс and Гі Ревелл (CAN)}} | Вівіан Джозеф та Роналд Джозеф (USA)       |
| 1968 Гренобль            | Людмила Білоусова та Олег Протопопов (URS)                               | Тетяна Жук та Олександр Горелик (URS)                                       | Маргот Глоксхубер та Вольфган Данне (FRG)  |
| 1972 Саппоро             | Ірина Родніна, Олексій Уланов (URS)                                      | Людмила Смирнова та Андрій Сурайкін (URS)                                   | Мануела Грос та Уве Кагельман (GDR)        |
| 1976 Інсбрук             | Ірина Родніна, Олександр Зайцев (URS)                                    | Ромі Кермер та Рольф Остеррайх (GDR)                                        | Мануела Грос та Уве Кагельман (GDR)        |
| 1980 Лейк-Плесід         | Ірина Родніна, Олександр Зайцев (URS)                                    | Марина Черкасова та Сергій Шахрай (URS)                                     | Мануела Грос та Уве Беверсдорф (GDR)       |
| 1984 Сараєво             | Олена Валова та Олег Васильєв (URS)                                      | Кітті Карратерс та Пітер Карратерс (USA)                                    | Лариса Селезньова та Олег Макаров (URS)    |
| 1988 Калгарі             | Катерина Гордєєва та Сергій Гриньков (URS)                               | Олена Валова та Олег Васильєв (URS)                                         | Джилл Вотсон та Пітер Оппегард (USA)       |
| 1992 Альбервіль          | Наталя Мішкутьонок та Артур Дмитрієв (EUN)                               | Олена Бечке та Денис Петров (EUN)                                           | Ізабель Брассер та Ллойд Айслер (CAN)      |
| 1994 Ліллегаммер         | Катерина Гордєєва та Сергій Гриньков (RUS)                               | Наталя Мішкутьонок та Артур Дмитрієв (RUS)                                  | Ізабель Брассер та Ллойд Айслер (CAN)      |
| 1998 Наґано              | Оксана Казакова та Артур Дмитрієв (RUS)                                  | Олена Бережна та Антон Сихарулідзе (RUS)                                    | Манді Вецель та Інго Штоєр (GER)           |
| 2002 Солт-Лейк-Сіті      | Олена Бережна, Антон Сихарулідзе (RUS) Джамі Сейле, Девід Пеллетьє (CAN) | Олена Бережна, Антон Сихарулідзе (RUS) Джамі Сейле, Девід Пеллетьє (CAN)    | Шень Сюе та Чжао Хунбо (CHN)               |
| 2006 Турин               | Тетяна Тотьмяніна та Максим Маринін (RUS)                                | Чжан Дань та Чжан Хао (CHN)                                                 | Шень Сюе та Чжао Хунбо (CHN)               |
| 2010 Ванкувер            | Шень Сюе та Чжао Хунбо (CHN)                                             | Пан Цін та Тун Цзянь (CHN)                                                  | Альона Савченко та Робін Шолкови (GER)     |
| 2014 Сочі                | Тетяна Волосожар та Максим Траньков (RUS)                                | Столбова Ксенія та Федір Климов (RUS)                                       | Альона Савченко та Робін Шолкови (GER)     |
| 2018 Пхьончхан           | Альона Савченко та Бруно Массо (GER)                                     | Суй Веньцзін та Хань Цун (CHN)                                              | Меган Дюамель та Ерік Редфорд (CAN)        |

### Танці на льоду

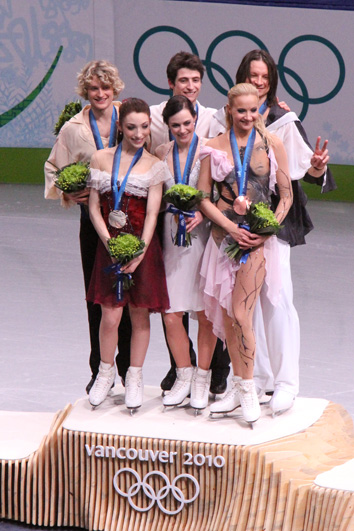
Канадська танцювальна пара Тесса Верчу та Скотт Моїр отримали олімпійську золоту медаль на Олімпійських зимових іграх 2010 року. Вони були першою північноамериканською і канадською групою танцюристів на льоду, які завоювати золото, а також наймолодшою парою.

| Games               | Золото                                       | Срібло                                     | Бронза                                       |
| ------------------- | -------------------------------------------- | ------------------------------------------ | -------------------------------------------- |
| 1976 Інсбрук        | Людмила Пахомова та Олександр Горшков (URS)  | Ірина Моїсєєва та Андрій Міненков (URS)    | Коллен Оконнор та Джеймс Міллнс (USA)        |
| 1980 Лейк-Плесід    | Наталія Лінічук та Геннадій Карпоносов (URS) | Крістіна Регйотци та Андраш Шаллаі (HUN)   | Ірина Моїсєєва та Андрій Міненков (URS)      |
| 1984 Сараєво        | Джейн Торвілл та Крістофер Дін (GBR)         | Наталія Бестем'янова та Андрій Букін (URS) | Марина Климова, Сергій Пономаренко (URS)     |
| 1988 Калгарі        | Наталія Бестем'янова та Андрій Букін (URS)   | Марина Климова, Сергій Пономаренко (URS)   | Трейсі Вілсон та Роберт Макколл (CAN)        |
| 1992 Альбервіль     | Марина Климова, Сергій Пономаренко (EUN)     | Ізабель Дюшене та Поль Дюшене (FRA)        | Майя Усова та Олександр Жулін (EUN)          |
| 1994 Ліллегаммер    | Оксана Грищук та Євген Платов (RUS)          | Майя Усова та Олександр Жулін (RUS)        | Джейне Торвілл та Крістофер Дін (GBR)        |
| 1998 Наґано         | Оксана Грищук та Євген Платов (RUS)          | Анжеліка Крилова та Олег Овсянников (RUS)  | Марина Анісіна та Гвендаль Пейзера (FRA)     |
| 2002 Солт-Лейк-Сіті | Марина Анісіна та Гвендаль Пейзера (FRA)     | Ірина Лобачова та Ілля Авербух (RUS)       | Барбара Фузар-Полі та Маргальо Маурціо (ITA) |
| 2006 Турин          | Тетяна Навка та Роман Костомаров (RUS)       | Таніт Белбін та Бенджамін Агосто (USA)     | Олена Грушина та Руслан Гончаров (UKR)       |
| 2010 Ванкувер       | Тесса Верчу та Скотт Моїр (CAN)              | Меріл Девіс та Чарлі Вайт (USA)            | Оксана Домніна та Максим Шабалін (RUS)       |
| 2014 Сочі           | Меріл Девіс та Чарлі Вайт (USA)              | Тесса Верчу та Скотт Моїр (CAN)            | Олена Ільїних та Микита Кацалапов (RUS)      |
| 2018 Пхьончхан      | Тесса Верчу та Скотт Моїр (CAN)              | Габріелла Пападакіс та Гійом Сізерон (FRA) | Майя Шибутані та Алекс Шибутані (USA)        |

### Команді змагання
Командне подія — це новітнє олімпійське змагання з фігурного катання, вперше опробуване в Іграх 2014 року. Воно поєднує в собі чотири олімпійські дисципліни з фігурного катання (чоловіче одиночне катання, жіноче одиночне катання, пари та танці на льоду)які поєдунуються, як одне змагання командою. Виграє команда, яка заробляє найбільшу кількість очок.
| Games          | Золото | Срібло | Бронза |
| -------------- | --- | --- | --- |
| 2014 Сочі      | Росія (RUS) Євген Плющенко Юлія Липницька Ксенія Столбова Федор Клімов Олена Ільїних Микита Кацалапов Тетяна Волосожар Максим Траньков Катерина Боброва Дмитро Соловйов | Канада (CAN) Патрік Чен Кевін Рейнольдс Кейтлін Осмонд Меган Дюамель Ерік Редфорд Кірстен Мур-Тауерс Ділан Московіч Тесса Верчу Скотт Моїр                                             | США (USA) Джеремі Ебботт Джейсон Браун Ешлі Вагнер Грейсі Голд Марісса Кастеллі Саймон Шнапір Меріл Девіс Чарлі Вайт      |
| 2018 Пхьончхан | Канада (CAN) Патрік Чен Кейтлін Осмонд Габріель Дейлман Меган Дюамель Ерік Редфорд Тесса Верчу Скотт Моїр                                                               | Спортсмени-олімпійці з Росії (OAR) Михайло Коляда Євгенія Медведєва Аліна Загітова Євгенія Тарасова Володимир Морозов Наталя Забіяко Олександр Енберт Катерина Боброва Дмитро Соловйов | США (USA) Натан Чен Адам Ріппон Брейді Теннелл Наґасу Мірай Алекса Шимека-Кнірім Кріс Кнірім Майя Шибутані Алекс Шибутані |

## Мульти-медалісти

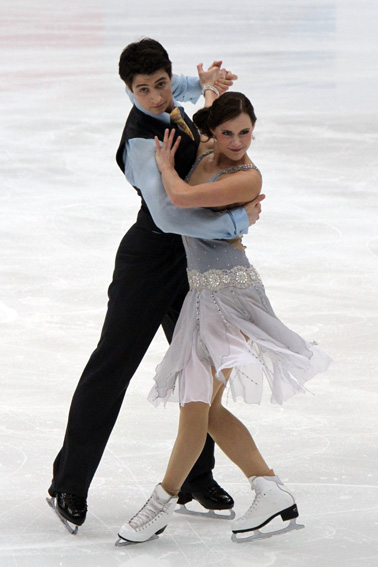
Тесса Верчу та Скотт Моїрє найбільш прикрашеними фігуристами-олімпійцями з 5-ма медалями.

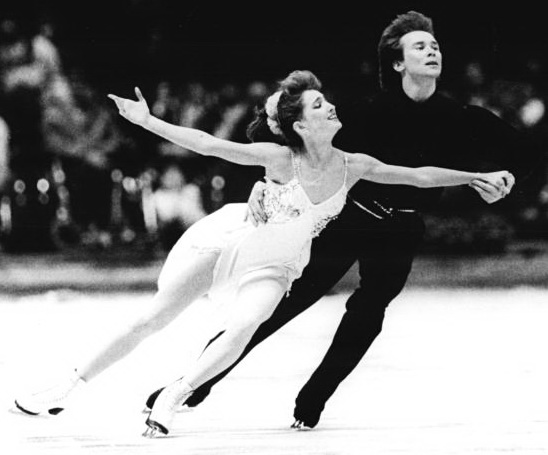
Фігуристи Марина Климова та Сергій Пономаренко завоювали бронзову медаль в 1984 році, покращили результат до срібоа в 1988 році і увінчали свої олімпійські виступи золотом в 1992 році.

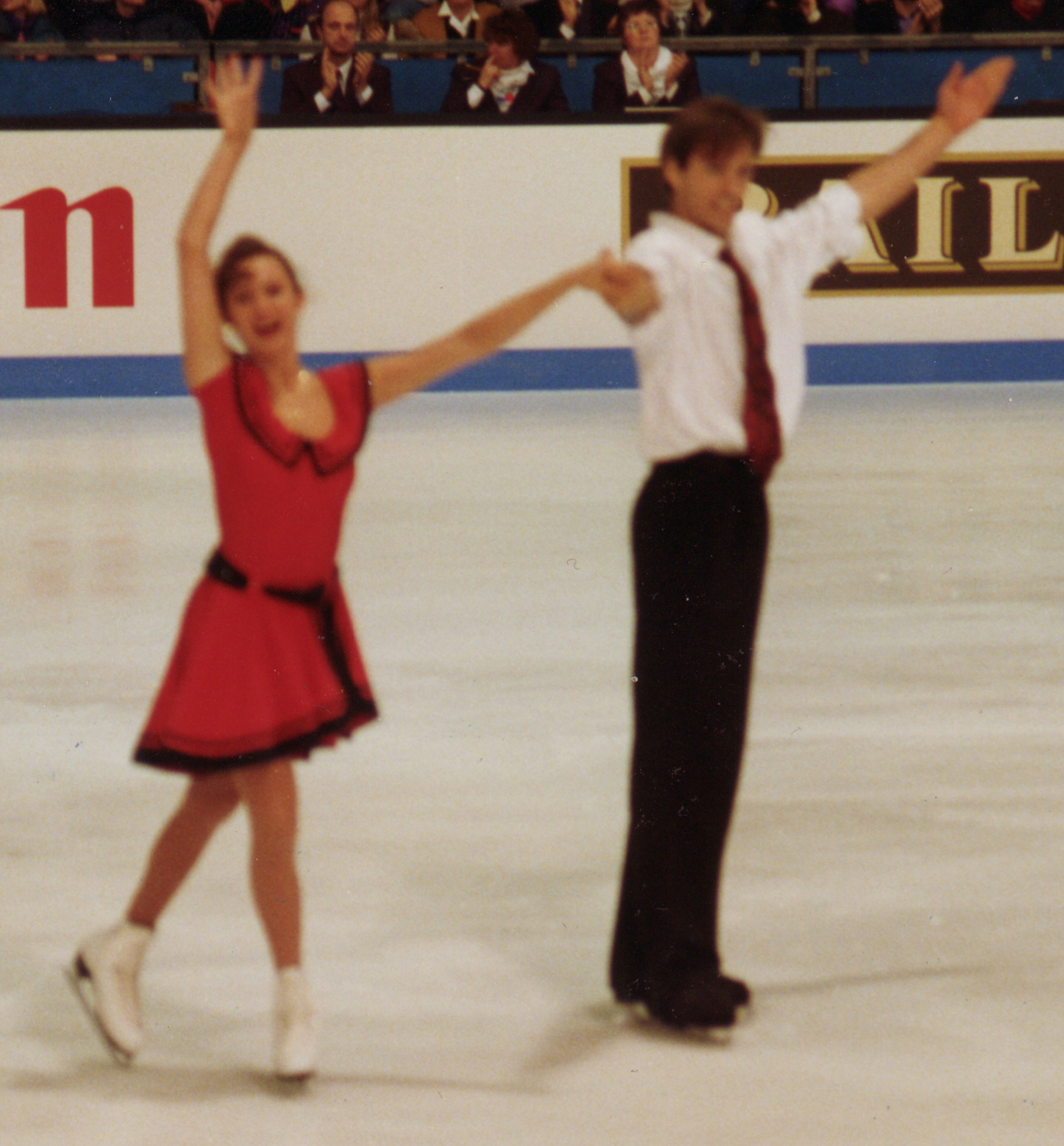
Російська пара фігуристів на льоду Оксана Грищук та Євген Платов здобули олімпійські титули у 1994 та 1998 роках.

### Більшість медалей
Графстрем Йілліс здобув найбільше медалей за одні Олімпійські ігри: чотири медалі, три з яких золото, в чоловічих синглах. Єдині інші фігуристи, які заробили три золота в одній дисципліні, — це Соня Хені в одиночному катанні та Ірина Родніна в парному катанні.
Підрахувавши кілька подій, Тесса Верчу і Скотт Моїр тримають рекорд більшості медалей, в цілому п'ять медалей, в тому числі дві золоті в танцях на льоду і командне золото. Євген Плющенко заробив чотири медалі, в тому числі золото у чоловічих синглах..
Фігуристи, які виграли три або більше медалей на Олімпійських іграх, перераховані нижче:
| Спортсмен                           | Країна                              | Змагання                                 | Ігри      | Золото | Срібло | Бронза | Всього |
| ----------------------------------- | ----------------------------------- | ---------------------------------------- | --------- | ------ | ------ | ------ | ------ |
| Тесса Верчу / Скотт Моїр            | Канада (CAN)                        | танці на льоду & команднні               | 2010–2018 | 3      | 2      | 0      | 5      |
| Йілліс Графстрем                    | Швеція (SWE)                        | одиночне катання — (чоловіки)            | 1920–1932 | 3      | 1      | 0      | 4      |
| Соня Гені                           | Норвегія (NOR)                      | жіноче одиночне катання                  | 1928–1936 | 3      | 0      | 0      | 3      |
| Ірина Родніна                       | СРСР (URS)                          | парне катання                            | 1972–1980 | 3      | 0      | 0      | 3      |
| Євгеній Плющенко                    | Росія (RUS)                         | одиночне катання — (чоловіки) & командні | 2002–2014 | 2      | 2      | 0      | 4      |
| Артур Дмітрієв                      | Об'єднана команда (EUN) Росія (RUS) | парне катання                            | 1992–1998 | 2      | 1      | 0      | 3      |
| Андре Брюне / П'єр Брюне            | Франція (FRA)                       | парне катання                            | 1924–1932 | 2      | 0      | 1      | 3      |
| Патрік Чан                          | Канада (CAN)                        | одиночне катання — (чоловіки) & team     | 2014–2018 | 1      | 2      | 0      | 3      |
| Марина Клімова / Серігй Пономаренко | СРСР (URS) Об'єднана команда (EUN)  | танці на льоду                           | 1984–1992 | 1      | 1      | 1      | 3      |
| Меріл Девіс / Чарлі Вайт            | США (USA)                           | танці на льоду & командні                | 2010–2014 | 1      | 1      | 1      | 3      |
| Меган Дюамель / Ерік Редфорд        | Канада (CAN)                        | парне катання & командні                 | 2014–2018 | 1      | 1      | 1      | 3      |
| Кейтлін Осмонд                      | Канада (CAN)                        | жіноче одиночне катання & командні       | 2014–2018 | 1      | 1      | 1      | 3      |
| Шень Сюе / Чжао Хунбо               | Китай (CHN)                         | парне катання                            | 2002–2010 | 1      | 0      | 2      | 3      |
| Альона Савченко                     | Німеччина (GER)                     | парне катання                            | 2010–2018 | 1      | 0      | 2      | 3      |
| Беатрікс Лоран                      | США (USA)                           | жіноче одиночне катання & парне катання  | 1924–1932 | 0      | 2      | 1      | 3      |

### Золоті медалі

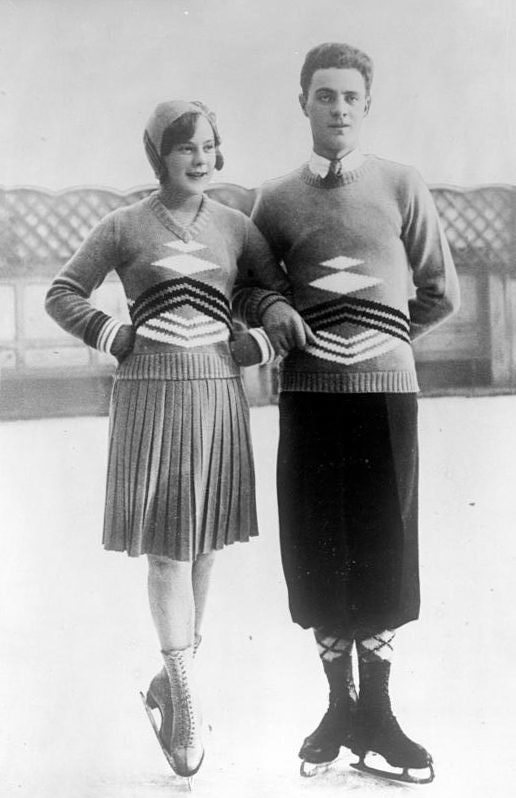
Соня Гені та Карл Шефер виграли п'ять олімпійських титулів.

Єдиними фігуристами з трьома послідовними титулами є Йілліс Графстрем в чоловічих синглах, Соня Гені в жіночих синглах та Ірина Родніна в парах. Найпослідовніші титули в танцях на льоду — два, які було досягнуті тільки Оксаною Грищук та Євгеном Платовим. Крім того, один жіночий ковзаняр, три чоловічих одиночних фігуриста і п'ять парних фігуристів заробили підряд титули. Два льодових танцюриста та три парних фігуриста заробити не послідовні титули.
П'ять фігуристів завоювали олімпійські золоті медалі в декількох змаганнях. Євген Плющенко виграв золото в чоловічому одиночному розряді в 2006 році і командне золото у 2014 році. Тетяна Волосожар та Максим Траньков були першими фігуристами, які виграли кілька змагань на одній Олімпіаді, вигравши обидві пари і командні змагання. Тесса Верчу й Скотт Моїр чотири роки по тому підійшли до цього подвигу, заробивши золото в танцях на льоду та в командному заліку.
| Спортсмен                           | Країна                              | Ігри       | Золото | Змагання                                                         |
| ----------------------------------- | ----------------------------------- | ---------- | ------ | ---------------------------------------------------------------- |
| Йілліс Графстрем                    | Швеція (SWE)                        | 1920–1928  | 3      | чоловіче одиночне катання                                        |
| Соня Гені                           | Норвегія (NOR)                      | 1928–1936  | 3      | жіноче одиночне катання                                          |
| Ірина Родніна                       | СРСР (URS)                          | 1972–1980  | 3      | парне катання                                                    |
| Тесса Верчу / Скотт Моїр            | Канада (CAN)                        | 2010, 2018 | 3      | 2 на танцях на льоду (2010, 2018) 1 у командному змаганні (2018) |
| Карл Шефер                          | Австрія (AUT)                       | 1932–1936  | 2      | чоловіче одиночне катання                                        |
| Дік Баттон                          | США (USA)                           | 1948–1952  | 2      | чоловіче одиночне катання                                        |
| Ханю Юдзуру Ханю                    | Японія (JPN)                        | 2014–2018  | 2      | чоловіче одиночне катання                                        |
| Євгеній Плющенко                    | Росія (RUS)                         | 2006, 2014 | 2      | 1 на чоловічому одиночному катанні (2006) 1 in team event (2014) |
| Катерина Вітт                       | НДР (GDR)                           | 1984–1988  | 2      | жіноче одиночне катання                                          |
| Андре Брюне / П'єр Брюне            | Франція (FRA)                       | 1928–1932  | 2      | парне катання                                                    |
| Людмила Білоусова / Олег Протопопов | СРСР (URS)                          | 1964–1968  | 2      | парне катання                                                    |
| Олександр Зайцев                    | СРСР (URS)                          | 1976–1980  | 2      | парне катання                                                    |
| Катерина Гордєєва / Сергій Грінков  | СРСР (URS) Росія (RUS)              | 1988, 1994 | 2      | парне катання                                                    |
| Артур Дмітрієв                      | Об'єднана команда (EUN) Росія (RUS) | 1992, 1998 | 2      | парне катання                                                    |
| Тетяна Волосожар / Максим Транков   | Росія (RUS)                         | 2014       | 2      | 1 у парному катанні 1 у командному змаганні                      |
| Оксана Грищук / Євген Платов        | Росія (RUS)                         | 1994–1998  | 2      | танці на льоду                                                   |

Чоловіче одиночне катання
| Атлет            | Країна                             | Ігри      | Золото | Срібло | Бронза | Всього |
| ---------------- | ---------------------------------- | --------- | ------ | ------ | ------ | ------ |
| Йілліс Графстрем | Швеція (SWE)                       | 1920–1932 | 3      | 1      | 0      | 4      |
| Карл Шефер       | Австрія (AUT)                      | 1932–1936 | 2      | 0      | 0      | 2      |
| Дік Баттон       | США (USA)                          | 1948–1952 | 2      | 0      | 0      | 2      |
| Юдзуру Ханю      | Японія (JPN)                       | 2014–2018 | 2      | 0      | 0      | 2      |
| Євгеній Плющенко | Росія (RUS)                        | 2002–2014 | 1      | 2      | 0      | 3      |
| Девід Дженкінс   | США (USA)                          | 1956–1960 | 1      | 0      | 1      | 2      |
| Віктор Петренко  | СРСР (URS) Об'єднана команда (EUN) | 1988–1992 | 1      | 0      | 1      | 2      |
| Віллі Бекль      | Австрія (AUT)                      | 1924–1928 | 0      | 2      | 0      | 2      |
| Браян Орсер      | Канада (CAN)                       | 1984–1988 | 0      | 2      | 0      | 2      |
| Елвіс Стойко     | Канада (CAN)                       | 1994–1998 | 0      | 2      | 0      | 2      |
| Патрік Пера      | Франція (FRA)                      | 1968–1972 | 0      | 0      | 2      | 2      |
| Філіп Канделоро  | Франція (FRA)                      | 1994–1998 | 0      | 0      | 2      | 2      |

Жіноче одиночне катання
| Спортсмен       | Країна                | Інри      | Золото | Срібло | Бронза | Всього |
| --------------- | --------------------- | --------- | ------ | ------ | ------ | ------ |
| Соня Гені       | Норвегія (NOR)        | 1928–1936 | 3      | 0      | 0      | 3      |
| Катаріна Вітт   | НДР (GDR)             | 1984–1988 | 2      | 0      | 0      | 2      |
| Тенлі Олбрайт   | США (USA)             | 1952–1956 | 1      | 1      | 0      | 2      |
| Керол Гейсс     | США (USA)             | 1956–1960 | 1      | 1      | 0      | 2      |
| Шаукье Дейкстра | Нідерланди (NED)      | 1960–1964 | 1      | 1      | 0      | 2      |
| Кім Юна         | Південна Корея (KOR)  | 2010–2014 | 1      | 1      | 0      | 2      |
| Ннетт Альтвегг  | Велика Британія (GBR) | 1948–1952 | 1      | 0      | 1      | 2      |
| Фрітці Бургер   | Австрія (AUT)         | 1928–1932 | 0      | 2      | 0      | 2      |
| Беатрікс Лоран  | США (USA)             | 1924–1928 | 0      | 1      | 1      | 2      |
| Ненсі Керріган  | США (USA)             | 1992–1994 | 0      | 1      | 1      | 2      |
| Мішель Кван     | США (USA)             | 1998–2002 | 0      | 1      | 1      | 2      |
| Ірина Слуцька   | Росія (RUS)           | 2002–2006 | 0      | 1      | 1      | 2      |
| Чень Лу         | Китай (CHN)           | 1994–1998 | 0      | 0      | 2      | 2      |

Парне катання
| Спортсмен                                   | Країна                              | Ігри       | Золото | Срібло | Бронза | Всього |
| ------------------------------------------- | ----------------------------------- | ---------- | ------ | ------ | ------ | ------ |
| Ірина Родніна                               | СРСР (URS)                          | 1972–1980  | 3      | 0      | 0      | 3      |
| Артур Дмітрієв                              | Об'єднана команда (EUN) Росія (RUS) | 1992–1998  | 2      | 1      | 0      | 3      |
| Андре Брюне / П'єр Брюне                    | Франція (FRA)                       | 1924–1932  | 2      | 0      | 1      | 3      |
| Людимила Білоусова / Олег Прототопов        | СРСР (URS)                          | 1964–1968  | 2      | 0      | 0      | 2      |
| Олександр Зайтцев                           | СРСР (URS)                          | 1976–1980  | 2      | 0      | 0      | 2      |
| Катерина Гордєєва / Сергій Грінков          | СРСР (URS) Росія (RUS)              | 1988, 1994 | 2      | 0      | 0      | 2      |
| Людовіка Якобссон-Ейлерс / Вальтер Якубссон | Фінляндія (FIN)                     | 1920–1924  | 1      | 1      | 0      | 2      |
| Наталія Мішкутьонок                         | Об'єднана команда (EUN) Росія (RUS) | 1992–1994  | 1      | 1      | 0      | 2      |
| Олена Бережна / Антон Сихарулідзе           | Росія (RUS)                         | 1998–2002  | 1      | 1      | 0      | 2      |
| Шень Сюе / Чжао Хунбо                       | Китай (CHN)                         | 2002–2010  | 1      | 0      | 2      | 3      |
| Альоона Савченко                            | Німеччина (GER)                     | 2010–2018  | 1      | 0      | 2      | 3      |
| Маріка Кіліус / Ганс-Юрген Боймлер          | Об'єднана німецька команда (EUA)    | 1960–1964  | 0      | 2      | 0      | 2      |
| Филліс Джонсон                              | Велика Британія (GBR)               | 1908–1920  | 0      | 1      | 1      | 2      |
| Емілія Роттер / Ласло Соллаш                | Угорщина (HUN)                      | 1932–1936  | 0      | 0      | 2      | 2      |
| Маріанна Нодь / Ласло Надь                  | Угорщина (HUN)                      | 1952–1956  | 0      | 0      | 2      | 2      |
| Мануєла Грос / Уве Кагельман                | НДР (GDR)                           | 1972–1976  | 0      | 0      | 2      | 2      |
| Ізабель Брассер / Ллойд Айслер              | Канада (CAN)                        | 1992–1994  | 0      | 0      | 2      | 2      |
| Робін Шолкови                               | Німеччина (GER)                     | 2010–2014  | 0      | 0      | 2      | 2      |

Танці на льоду
| Спортсмен                           | Країна                              | Ігри       | Золото | Срібло | Бронза | Всього |
| ----------------------------------- | ----------------------------------- | ---------- | ------ | ------ | ------ | ------ |
| Тесса Верчу / Скотт Моїр            | Канада (CAN)                        | 2010–2018  | 2      | 1      | 0      | 3      |
| Оксана Грищук / Євген Платов        | Росія (RUS)                         | 1994–1998  | 2      | 0      | 0      | 2      |
| Марина Клімова / Сергій Пономаренко | СРСР (URS) Об'єднана команда (EUN)  | 1984–1992  | 1      | 1      | 1      | 3      |
| Наталія Бестемьянова / Андрій Букін | СРСР (URS)                          | 1984–1988  | 1      | 1      | 0      | 2      |
| Меріл Девіс / Чарлі Вайт            | США (USA)                           | 2010–2014  | 1      | 1      | 0      | 2      |
| Джейне Торвілл / Крістофер Дін      | Велика Британія (GBR)               | 1984, 1994 | 1      | 0      | 1      | 2      |
| Марина Анісіна / Гвендаль Пейзера   | Франція (FRA)                       | 1998–2002  | 1      | 0      | 1      | 2      |
| Майя Усова / Олександр Жулін        | Об'єднана команда (EUN) Росія (RUS) | 1992–1994  | 0      | 1      | 1      | 2      |

Командні змагання
| Спортсмен                                                                      | Країна                                         | Ігри      | Золото | Срібло | Бронза | Всього |
| ------------------------------------------------------------------------------ | ---------------------------------------------- | --------- | ------ | ------ | ------ | ------ |
| Катерина Боброва / Дмитро Соловйов                                             | Росія (RUS) Спортсмени-олімпійці з Росії (OAR) | 2014–2018 | 1      | 1      | 0      | 2      |
| Патрік Чен Кейтлін Осмонд Меган Дюамель / Ерік Редфорд Тесса Верчу / Скот Моїр | Канада (CAN)                                   | 2014–2018 | 1      | 1      | 0      | 2      |

### Комбіновані змагання
Кілька змагань поєднаних між собою, тільки три фігурісти завоювали Олімпійські Медалі в чисельних дісціплінах фігурного катання.
Дві дисципліни
У 1908 році Медж Саерс стала першою фігуристкою, яка здобула медаллі в декількох дисциплінах фігурного катання на одній Олімпіаді. Єдиним фігуристом, який би відповідав цьому подвигу, був Ернст Байєр в 1936 році. Єдиним іншим фігуристом яка наблизилась до Медж Саерс була Беатрікс Логран, яка зробила це на окремих Олімпійських іграх.
Жоден фігурист не завоював золоті медалі в декількох дисциплінах з фігурного катання.
| Athlete         | Nation                | Disciplines                            | Olympics      | Gold | Silver | Bronze | Total |
| --------------- | --------------------- | -------------------------------------- | ------------- | ---- | ------ | ------ | ----- |
| Ернест Байєр    | Німеччина (GER)       | чоловіче одиночне катанняпарне катання | 1936          | 01   | 10     | 0      | 2     |
| Медж Саєрс      | Велика Британія (GBR) | жіноче одиночне катанняпарне катання   | 1908          | 10   | 0      | 01     | 2     |
| Беатрікс Логран | США (USA)             | жіноче одиночне катанняпарне катання   | 1924–19281932 | 0    | 1      | 01     | 3     |

### Одна дисципліна та командне змагання
Командне змагання було представлено на зимових Олімпійських іграх 2014 року. Це дозволило фігуристам двічі взяти медалі, катаючись по одній дисципліні.
9 лютого 2014 року Євген Плющенко став першим фігуристом, який виграв кілька змагань з фігурного катання. 12 лютого 2014 роки Тетяна Волосожар і Максим Траньков стали першими фігуристами-парою, які виграли кілька змагань на одній Олімпіаді. Чотири роки по тому Тесса Верчу та Скотт Моїр, змогли повторити цей подвиг.
У наведеній нижче таблиці перераховані всі фігуристи, які здобули медаль у своїй дисципліні та в командному заліку. (Медаль за командні змагання позначається «К» в золотих, срібних і бронзових колонах).
| Спортсмен                          | Країна                             | Дисципліна                | Ігри      | Gold   | Silver | Bronze | Total |
| ---------------------------------- | ---------------------------------- | ------------------------- | --------- | ------ | ------ | ------ | ----- |
| Тесса Верчу / Скотт Моїр           | Канада (CAN)                       | танці на льоду            | 2010–2018 | 2 + 1К | 1 + 1К | 0      | 5     |
| Євген Плющенко                     | Росія (RUS)                        | чоловіче одиночне катання | 2002–2014 | 1 + 1К | 2      | 0      | 4     |
| Тетяна Волосожар / Максим Траньков | Росія (RUS)                        | парне катання             | 2014      | 1 + 1К | 0      | 0      | 2     |
| Патрік Чен                         | Канада (CAN)                       | чоловіче одиночне катання | 2014–2018 | 0 + 1К | 1 + 1К | 0      | 3     |
| Меріл Девіс / Чарлі Вайт           | США (USA)                          | танці на льоду            | 2010–2014 | 1      | 1      | 0 + 1К | 3     |
| Меган Дюамель / Ерік Редфорд       | Канада (CAN)                       | парне катання             | 2014–2018 | 0 + 1К | 0 + 1К | 1      | 3     |
| Кейтлін Осмонд                     | Канада (CAN)                       | жіноче одиночне катання   | 2014–2018 | 0 + 1К | 0 + 1К | 1      | 3     |
| Ксенія Столбова / Федор Клімов     | Росія (RUS)                        | парне катання             | 2014      | 0 + 1К | 1      | 0      | 2     |
| Аліна Загітова                     | Спортсмени-олімпійці з Росії (OAR) | жіноче одиночне катання   | 2018      | 1      | 0 + 1К | 0      | 2     |
| Олена Ільїних / Микита Кацалапов   | Росія (RUS)                        | танці на льоду            | 2014      | 0 + 1К | 0      | 1      | 2     |
| Євгенія Медведєва                  | Спортсмени-олімпійці з Росії (OAR) | жіноче одиночне катання   | 2018      | 0      | 1 + 1К | 0      | 2     |
| Майя Шибутані / Алекс Шибутані     | США (USA)                          | танці на льоду            | 2018      | 0      | 0      | 1 + 1К | 2     |

### Зимові і літні Олімпійські ігри
Так як фігурне катання проводилося на літніх Олімпійських іграх в 1908 і 1920 роках, перш ніж потрапити на зимові Олімпійські ігри, три фігуриста виступали в фігурному катанні як на літніх, так і на зимових іграх.
Перша золота медаль Йілліс Графстрему була присуджена на літніх Олімпійських іграх 1920 року. Його три три медалі були виграні на зимових іграх 1924—1932 років. Пара-фігуристів Людовіка Якобссон та Вальтер Якобсон також здобули золото під час літніх Олімпійських ігор 1920 року. Пізніше вони виграли медалі на зимових іграх 1924 року.

## Рекорди країн

### Стрік перемог
З 1964 по 2006 рік російські фігуристи, які представляють Радянський Союз, Об'єднану команду або Росію, завоювали золоті медалі в парному змаганні, це найдовша серія перемог для однієї країни в одному зимовому змаганні.

### Перемоги на змаганнях
Російські фігуристи, включаючи і Російську Федерацію та Російську імперію, мають унікальний рекорд за отримання золотих медалей у всіх шести Олімпійських іграх з фігурного катання. Оскільки змагання по спеціальні фігурах серед чоловіків були припинені, цей рекорд не може бути побитим.
Росія є єдиним НОК, який здобув золоті медалі у всіх п'ятьох цьогорічних Олімпійських іграх з фігурного катання. Канада заробила золоті медалі в чотирьох подіях (все, крім чоловічих синглів). Велика Британія, Об'єднана команда і Сполучені Штати заробили золоті медалі в трьох з цих подій.
Росія і Об'єднана команда є єдиними НОК, які виграли три заходи на тій же Олімпіаді, на зимових Олімпійських іграх 2014 року і зимових Олімпійських іграх 1992 року. Жодна НОК не виграла понад три змагання з фігурного катання на одній Олімпіаді.

### Подіум «sweep»
В історії олімпійського фігурного катання було тільки два подіум «sweep». Це коли спортсмени з однієї НОК виграють всі три медалі в одному турнірі.
| Ігри                   | Змагання                  | НОК          | Золото             | Срібло           | Бронза         |
| 1908 Лондон            | чоловіче одиночне катання | Швеція (SWE) | Ульріх Сальхов     | Річард Юганссон  | Пер Торен      |
| 1956 Кортіна-д'Ампеццо | чоловіче одиночне катання | США (USA)    | Хейз Алан Дженкінс | Роланд Робертсон | Девід Дженкінс |

## Сума медалей по країні

### Чоловіче одиночне катання
| Місце | Країна                           | Золото | Срібло | Бронза | Загалом |
| ----- | -------------------------------- | ------ | ------ | ------ | ------- |
| 1     | США (USA)                        | 7      | 3      | 5      | 15      |
| 2     | Швеція (SWE)                     | 4      | 2      | 1      | 7       |
| 3     | Росія (RUS)                      | 4      | 2      |        | 6       |
| 4     | Австрія (AUT)                    | 3      | 3      | 2      | 8       |
| 5     | Японія (JPN)                     | 2      | 1      | 1      | 4       |
| 6     | Велика Британія (GBR)            | 2      |        |        | 2       |
| 7     | Чехословаччина (TCH)             | 1      | 1      | 2      | 4       |
| 8     | Об'єднана команда (EUN)          | 1      |        |        | 1       |
| 8     | Об'єднана німецька команда (EUA) | 1      |        |        | 1       |
| 10    | Канада (CAN)                     |        | 5      | 4      | 9       |
| 11    | СРСР (URS)                       |        | 2      | 1      | 3       |
| 11    | Швейцарія (SUI)                  |        | 2      | 1      | 3       |
| 13    | Франція (FRA)                    |        | 1      | 4      | 5       |
| 14    | Норвегія (NOR)                   |        | 1      | 1      | 2       |
| 15    | НДР (GDR)                        |        | 1      |        | 1       |
| 15    | Німеччина (GER)                  |        | 1      |        | 1       |
| 17    | Бельгія (BEL)                    |        |        | 1      | 1       |
| 17    | Казахстан (KAZ)                  |        |        | 1      | 1       |
| 17    | Іспанія (ESP)                    |        |        | 1      | 1       |

### Спеціальні фігури (чоловіки)
| Місце | Країна                  | Золото | Срібло | Бронза | Загалом |
| ----- | ----------------------- | ------ | ------ | ------ | ------- |
| 1     | Російська імперія (RU1) | 1      |        |        | 1       |
| 2     | Велика Британія (GBR)   |        | 1      | 1      | 2       |

### Жіноче одиночне катання
| Місце | Країна                             | Золото | Срібло | Бронза | Загалом |
| ----- | ---------------------------------- | ------ | ------ | ------ | ------- |
| 1     | США (USA)                          | 7      | 8      | 8      | 23      |
| 2     | НДР (GDR)                          | 3      | 1      | 1      | 5       |
| 3     | Норвегія (NOR)                     | 3      |        |        | 3       |
| 4     | Австрія (AUT)                      | 2      | 4      | 1      | 7       |
| 5     | Велика Британія (GBR)              | 2      | 1      | 3      | 6       |
| 6     | Канада (CAN)                       | 1      | 2      | 3      | 6       |
| 7     | Японія (JPN)                       | 1      | 2      |        | 3       |
| 7     | Нідерланди (NED)                   | 1      | 2      |        | 3       |
| 9     | Росія (RUS)                        | 1      | 1      | 1      | 3       |
| 9     | Швеція (SWE)                       | 1      | 1      | 1      | 3       |
| 11    | Спортсмени-олімпійці з Росії (OAR) | 1      | 1      |        | 2       |
| 11    | Південна Корея (KOR)               | 1      | 1      |        | 2       |
| 13    | Україна (UKR)                      | 1      |        |        | 1       |
| 14    | Німеччина (GER)                    |        | 1      |        | 1       |
| 15    | Китай (CHN)                        |        |        | 2      | 2       |
| 16    | Чехословаччина (TCH)               |        |        | 1      | 1       |
| 16    | Франція (FRA)                      |        |        | 1      | 1       |
| 16    | Італія (ITA)                       |        |        | 1      | 1       |
| 16    | СРСР (URS)                         |        |        | 1      | 1       |
| 16    | ФРН (FRG)                          |        |        | 1      | 1       |

### Парне катання
| Місце | Країна                           | Золото | Срібло | Бронза | Загалом |
| ----- | -------------------------------- | ------ | ------ | ------ | ------- |
| 1     | СРСР (URS)                       | 7      | 4      | 1      | 12      |
| 2     | Росія (RUS)                      | 5      | 3      |        | 8       |
| 3     | Німеччина (GER)                  | 4      |        | 3      | 7       |
| 4     | Канада (CAN)                     | 2      | 2      | 4      | 8       |
| 5     | Австрія (AUT)                    | 2      | 2      | 1      | 5       |
| 6     | Франція (FRA)                    | 2      |        | 1      | 3       |
| 7     | Китай (CHN)                      | 1      | 3      | 2      | 6       |
| 8     | Фінляндія (FIN)                  | 1      | 1      |        | 2       |
| 8     | Об'єднана команда (EUN)          | 1      | 1      |        | 2       |
| 10    | Бельгія (BEL)                    | 1      |        |        | 1       |
| 11    | США (USA)                        |        | 3      | 3      | 6       |
| 12    | Об'єднана німецька команда (EUA) |        | 2      |        | 2       |
| 13    | Угорщина (HUN)                   |        | 1      | 4      | 5       |
| 14    | НДР (GDR)                        |        | 1      | 3      | 4       |
| 15    | Велика Британія (GBR)            |        | 1      | 2      | 3       |
| 16    | Норвегія (NOR)                   |        | 1      |        | 1       |
| 17    | ФРН (FRG)                        |        |        | 1      | 1       |

### Танці на льоду
| Місце | Країна                  | Золото | Срібло | Бронза | Загалом |
| ----- | ----------------------- | ------ | ------ | ------ | ------- |
| 1     | Росія (RUS)             | 3      | 3      | 2      | 8       |
| 1     | СРСР (URS)              | 3      | 3      | 2      | 8       |
| 3     | Канада (CAN)            | 2      | 1      | 1      | 4       |
| 4     | США (USA)               | 1      | 2      | 2      | 5       |
| 5     | Франція (FRA)           | 1      | 2      | 1      | 4       |
| 6     | Об'єднана команда (EUN) | 1      |        | 1      | 2       |
| 6     | Велика Британія (GBR)   | 1      |        | 1      | 2       |
| 8     | Угорщина (HUN)          |        | 1      |        | 1       |
| 9     | Італія (ITA)            |        |        | 1      | 1       |
| 9     | Україна (UKR)           |        |        | 1      | 1       |

### Командні змагання
| Місце | Країна                             | Золото | Срібло | Бронза | Загалом |
| ----- | ---------------------------------- | ------ | ------ | ------ | ------- |
| 1     | Канада (CAN)                       | 1      | 1      |        | 2       |
| 2     | Росія (RUS)                        | 1      |        |        | 1       |
| 3     | Спортсмени-олімпійці з Росії (OAR) |        | 1      |        | 1       |
| 4     | США (USA)                          |        |        | 2      | 2       |